# NK Varaždin (1931)

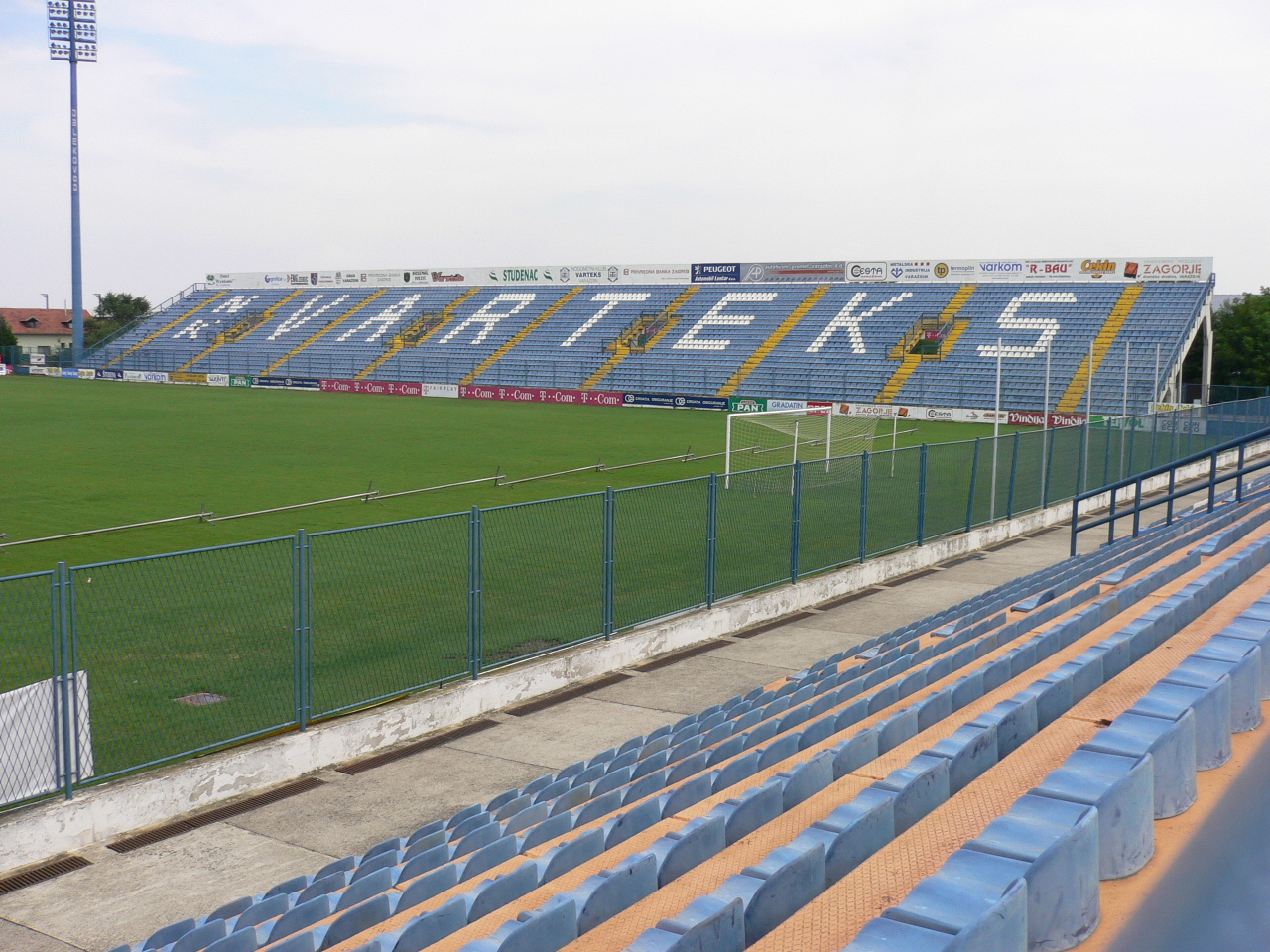
Stadion Varteksa

NK Varaždin was een Kroatische voetbalclub uit Varaždin.

## Geschiedenis
De club werd in 1931 opgericht als NK Slavija en speelde onder deze naam tot 1941. Tijdens de Tweede Wereldoorlog lagen de activiteiten stil. Na de oorlog werd de club heropgericht als NK Tekstilac. In 1958 werd de huidige naam aangenomen, Varteks is een kledingbedrijf uit de stad en is sinds de naamsverandering hoofdsponsor van de club.
In 1938 speelde de club voor het eerst in de hoogste klasse van het koninkrijk Joegoslavië, na één seizoen degradeerde de club. In 1961 haalde Varteks de finale van de beker en verloor die van Vardar Skopje. Op het eenmalig optreden van 1938 na speelde de club nooit op het hoogste niveau in Joegoslavië.
Sinds de onafhankelijkheid van Kroatië in 1991 speelt de club onafgebroken in de hoogste klasse. De titels haalde de club tot dusver nog niet maar haalde wel al enkele succesjes op Europees gebied.
Nadat de club in maart 2012 door de tuchtcommissie van de bond nalatig bevonden was voor het niet nakomen van haar financiële verplichtingen jegens twee oud-spelers en twee wedstrijden miste, werd ze uit de competitie genomen en moest het seizoen erna in de laagste afdeling beginnen, maar de club nam niet aan de competitie deel. In 2013 keerden ze terug en mochten ze in de derde klasse starten. In 2015 veranderde de club de naam in VŠNK Varaždin en ging dat jaar failliet. Opvolger Varaždin SN wijzigde de naam in NK Varaždin.

## Erelijst
- Beker van Kroatië

Finalist: 1996, 1998, 2002, 2004, 2006, 2011
- Beker van Joegoslavië

Finalist: 1961

## In Europa
NK Varaždin speelt sinds 1996 in diverse Europese competities. Hieronder staan de competities en in welke seizoenen de club deelnam:
- Europa League (1x)

2011/12
- Europacup II (2x)

1996/97, 1998/99
- UEFA Cup (4x)

2001/02, 2002/03, 2003/04, 2006/07
- Intertoto Cup (2x)

1999, 2005

## Historische namen
- 1931 – NK Slavija
- 1941 – Zagorac
- 1945 – NK Tekstilac
- 1958 – NK Varteks
- 2010 – NK Varaždin

## Bekende (ex-)spelers
- Zlatko Dalić (tevens coach)
- Branko Ivanković
- Dražen Ladić
- Marijan Mrmić
- Miljenko Mumlek
- Josip Šimić
- Davor Vugrinec